# Chodecz
Chodecz est une ville de Pologne, située dans la voïvodie de Couïavie-Poméranie. Elle est le siège de la gmina de Chodecz, dans le powiat de Włocławek.

## Histoire
- En 1939, quand l'Armée allemande pénètre dans la commune, il y avait 800 juifs. En 1940, 360 juifs de la commune sont envoyés au Ghetto de Łódź.